# Громадянська вулиця (Київ)
Громадя́нська ву́лиця — зникла вулиця, що існувала в Печерському районі міста Києва, місцевість Звіринець. Пролягала від Окружної вулиці до вулиці Грибоєдова. 
Прилучався Громадянський провулок

## Історія
Виникла на початку XX століття як частина (2-ї) Печерсько-Караваєвської вулиці. Назву Громадянська вулиця отримала 1940 року, коли (2-гу) Печерсько-Караваївську вулицю було розділено на Громадянську та Окружну вулиці. 
Ліквідована близько 1944–1945 року у зв'язку зі знесенням старої забудови та формуванням ботанічного саду. Однак офіційно вулиця була ліквідована лише 1977 року.